# Liste des évêques et archevêques de Campobasso-Boiano
La liste des évêques et archevêques de Boiano recense les noms des évêques et archevêques qui se sont succédé sur le siège épiscopal de Boiano en Italie depuis la fondation du diocède de Boiano au XIe siècle comme suffragant de l'archidiocèse de Bénévent. En 1927, le siège du diocèse est transféré à Campobasso et le diocèse est renommé en diocèse de Boiano-Campobasso. En 1973, il est élevé au rang d'archidiocèse et devient métropolitain en 1976. En 1982, il change de nom pour devenir archidiocèse de Campobasso-Boiano.

## Évêques de Boiano
- ? (vers 1061)
- Adalbert (Albert, Oberto) (1074 - 1095)
- Bernard (1105 - ?)
- Adam (1119 - ?)
- Robert (1149 - ?)
- André Ier (1179 - ?)
- Pierre (1189 - ?)
- Matteo (1195 - ?)
- Rinaldo (1206 - ?)
- Poliziano (1215 - ?)
- Jean (1225 - ?)
- Joseph (1244 - ?)
- Palmerio (1252 - ?)
- Jean (1277 - ?)
- Guillaume (1291 - ?)
- Angelo (1314 - ?)
- André II (vers 1322)
- Bernerio Dohonella (vers 1337)
- Angelo Lupara (1345 - 1364)
- Berardo da Castiglione (13 septembre 1364 - ?)
- Guglielmo (1390 - ?)
- Carlo (1396 - 1412)
- Jean (1412 - 1412)
  - Nicolò Offeri (1413 - 1423) (administrateur apostolique)
- Nicolò Sanframondi (1423 - 1428)
- Pietro Urio, O.P. (1428 - 1431)
- Raimondo degli Ugotti, O.S.B.I. (1431 - 1439)
- Andrea de Veroli (1439 - 1452)
- Jacopo Di Monte (1452 - 1458)
- Antonio da Teramo (1458 - ?)
- Odo degli Odoni (1486 - 1489)
- Silvio Pandoni (? - 1519) 
  - Franciotto Orsini (1519 - 1523) (administrateur apostolique)
- Valentino Franco (1523 - 1549)
- Pirro Franco (1549 - 1572)
- Carlo Carafa (1572 - 1608)
- Fabrizio Degli Afflitti (1608 - 1613)
- Pietro Paolo Eustachi (1613 - 1622)
- Ottaviano Garzadori (1622 - 1624)
- Fulgenzio Gallucci, O.S.A. (1624 - 1632)
- Pietro de Filippi (1633 - 1640)
- Filippo de Sio, O.F.M. (1641 - 1651)
- Petronio Veroni, O.S.A. (1652 - 1653)
- Celestino Bruni, O.S.A. (1653 - ?)
- Giuseppe Protospatario (1664 - ?)
- Antonio Graziani (1666 - 1684)
- Francesco Antonio Giannone (1685 - 1708)
- Angelo Rendina (1708 - 1716)
- Nunzio de Baccari (1718 - 1736 ?)
- Domenico Antonio Manfredi (1738 - ?)
- Bernardo Cangiani (1746 - ?)
- Nicolò Rossetti (1774 - ?)
- Sedisvakanz
- Taddeo Garzilli (Garzillo) (1828 - 1834)
- Giuseppe Riccardi (1836 - 1855)
- Lorenzo Moffa, O.F.M. (1855 - ?)
- Anastasio Laterza, O.C.D. (1871 - 1879)
- Francesco Maccarone (1879 -  ?)
- Felice Gianfelice (1897  - 1916)
- Alberto Romita (1917 - 1927)

## Évêques de Boiano-Campobasso
- Alberto Romita (1927 - 1939)
- Secondo Bologna (1940 - 1943)
- Alberto Carinci (1948 - 1973)

## Archevêques de Boiano-Campobasso
- Alberto Carinci (1973 - 1977)
- Enzio d'Antonio (1977 - 1979)
- Pietro Santoro (1979 - 1982)

## Archevêques de Campobasso-Boiano
- Pietro Santoro (1982 - 1989)
- Ettore Di Filippo (1989 - 1998)
- Armando Dini (1998 - 2007)
- Giancarlo Maria Bregantini (it), C.S.S. (2007 - 2023)
- Biagio Colaianni (depuis 2023)